# Loch Cill Chriosd
Loch Cill Chriosd (Nederlands: Meer van de kerk van Christus) is een meer in de vallei van Swordale op het eiland Skye, Schotland. Het meer is genoemd naar de ruïne van de vlakbijgelegen vervallen kerk Cill Chriosd. Zijn waterinhoud verhoogde sterk toen de Broadford river rond het jaar 1900 werd afgedamd voor de visserij.
Het kleine meer is ondiep en omzoomd met riet en er groeit vegetatie die goed op de kalkrijke bodem gedijt. De dodaars is hier te zien en wilde zwanen uit IJsland overwinteren in dit meer.